# Pozidriv

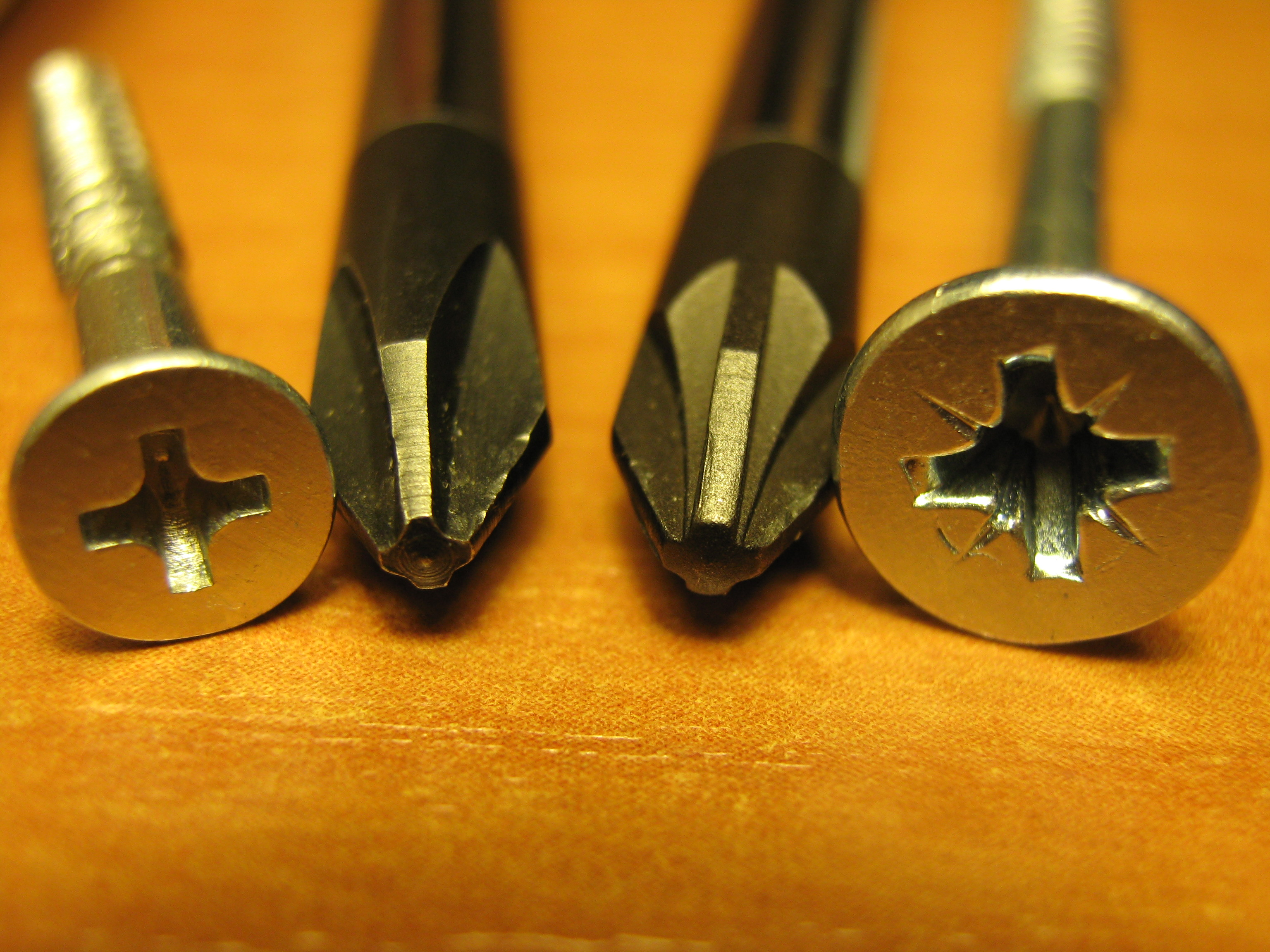
Drážka a hrot šroubováku:
vlevo Phillips, vpravo Pozidriv

Pozidriv, zkratka PZ, je druh křížové drážky šroubu, která slouží k povolování a utahování pomocí odpovídajícího šroubováku nebo výměnného nástavce (bitu). Oproti další nejrozšířenější křížové drážce zvané Phillips (PH) je Pozidriv navíc opatřen zářezy mezi jednotlivými rameny kříže. Byl vyvinut jako vylepšení Phillipsu a patentován britskou společností GKN Screws and Fasteners začátkem 60. let 20. století.
Velikosti (průměru) spojovacího materiálu odpovídá velikost drážky, nejčastější jsou velikosti PZ 1–3. Typ i velikost použitého nástroje musí odpovídat drážce, při použití šroubováku nesprávné velikosti nebo šroubováku Phillips není zaručen přenos potřebné síly a hrozí poškození drážky i nástroje.
Uplatnění nachází (v Evropě) u vrutů do dřeva, částečně i u šroubů nebo vrutů do plastu, kde je běžný Philips, typický i u vrutů do plechu. Kromě obou nejrozšířenějších se vyskytují i další křížové drážky jako je japonský JIS nebo Frearson. Vzácně se vyskytuje modifikovaná verze Pozidrivu pojmenovaná Supadriv. 